# Nicolas Owona
Nicolas Owona (* 14. Februar 1952) ist ein ehemaliger kamerunischer Radrennfahrer.

## Sportliche Laufbahn
Owona war im Straßenradsport aktiv. Er war Teilnehmer der Olympischen Sommerspiele 1972 in München. Das olympische Straßenrennen beendete er nicht. Im Mannschaftszeitfahren kam der Vierer aus Kamerun mit Jean Bernard Djambou, Joseph Evouna, Joseph Kono und Nicolas Owona auf den 33. Rang.
Er war auch Teilnehmer der Olympischen Sommerspiele 1976 in Montreal. Kamerun schied mit Joseph Kono, Maurice Moutat, Henri Mveh und Nicolas Owona als einzige Mannschaft aus dem Mannschaftszeitfahren aus. 
1980 startete Owona erneut bei den Sommerspielen. Im olympischen Straßenrennen schied er wie alle seine Teamkameraden aus. Im Mannschaftszeitfahren kamen Charles Bana, Toussaint Fouda, Joseph Kono und Nicolas Owona auf den 22. und damit vorletzten Rang.